# Stigmatium eximius
Stigmatium eximius là một loài bọ cánh cứng trong họ Cleridae. Loài này được Kuwert miêu tả khoa học năm 1894.